# Kingfisher (bière)
Pour les articles homonymes, voir Kingfisher.
 (avril 2022).
Si vous disposez d'ouvrages ou d'articles de référence ou si vous connaissez des sites web de qualité traitant du thème abordé ici, merci de compléter l'article en donnant les références utiles à sa vérifiabilité et en les liant à la section « Notes et références ».
Kingfisher est une marque de bière brassée par United Breweries Group en Inde, et sous licence en Angleterre et aux États-Unis. 

## Marché
Elle représente à elle seule 1/3 du marché intérieur indien et est distribuée dans plus de 52 pays.
À l'initiative de Vijay Mallya, elle est devenue aussi une marque de compagnie aérienne à la suite du lancement de Kingfisher Airlines.
Le groupe Heineken détient 61,5 % de part de United Breweries Ltd.

## Variétés
- Kingfisher Premium
- Kingfisher Strong
- Kingfisher Strong Fresh
- Kingfisher Draught
- Kingfisher Ultra
- Kingfisher Blue
- Kingfisher Red